# Вессели, Эдвард Йозеф
Эдвард Иозеф Вессели (нем. Joseph Edward Wessely; 8 мая 1826, Веллетау (ныне Велетов, район Колин, Чехия) — 17 марта 1895, Брауншвейг) — немецкий искусствовед чешского происхождения, эксперт в области гравюры и чешского искусства.

## Биография
Окончил гимназию в Юнгбунцлау, затем изучал классическую филологию и историю в Пражском университете. В 1845 году вступил в Орден рыцарей креста с красной звездой, в 1850 году был рукоположён во священники. В то же время Вессели занимался в Пражской академии художеств, в 1856 году предпринял путешествие по Италии. С 1861 года служил в венской церкви Карлскирхе, одновременно занимаясь изучением коллекции графики в галерее Альбертина.
В 1866 году Вессели вышел из конгрегации и перешёл в протестантизм, а вслед за этим покинул Австро-Венгрию и обосновался в Германии, где с 1869 года работал в берлинском Гравюрном кабинете. В 1877 году занял должность помощника директора Королевских музеев Берлина, однако год спустя перебрался в Брауншвейг, где получил должность инспектора в Музее герцога Антона Ульриха. В 1885 году ему было присвоено звание профессора. Также он был сотрудником издания немецкой биографической энциклопедии Allgemeine Deutsche Biographie.

## Публикации на русском языке (выборочно)
- Вессели И. Э. О распознании и собирании гравюр (пособие для любителей). Пер. С. С. Шайкевича. С двумя таблицами монограм. — М.: тип. М. Н. Лаврова и К, 1882. — 368 с. с.